# Gymnelia ludga
Gymnelia ludga är en fjärilsart som beskrevs av William Schaus 1924. Gymnelia ludga ingår i släktet Gymnelia och familjen björnspinnare. Inga underarter finns listade i Catalogue of Life.